# Naggl
Naggl je naselje v Občini Belo jezero v Okraju Špital ob Dravi  na Koroškem v Avstriji.